# Lophozozymus dodone
Lophozozymus dodone är en kräftdjursart som först beskrevs av J. F. W. Herbst 1801.  Lophozozymus dodone ingår i släktet Lophozozymus och familjen Xanthidae. Inga underarter finns listade i Catalogue of Life.